# فک ریشدار
فک ریشدار (نام علمی: Erignathus barbatus) نام یک گونه از تیره فک بی‌گوش است.